# Valea Morii (okręg Dymbowica)
Valea Morii – wieś w Rumunii, w okręgu Dymbowica, w gminie Bezdead. W 2011 roku liczyła 16 mieszkańców.